# 스타츠카날

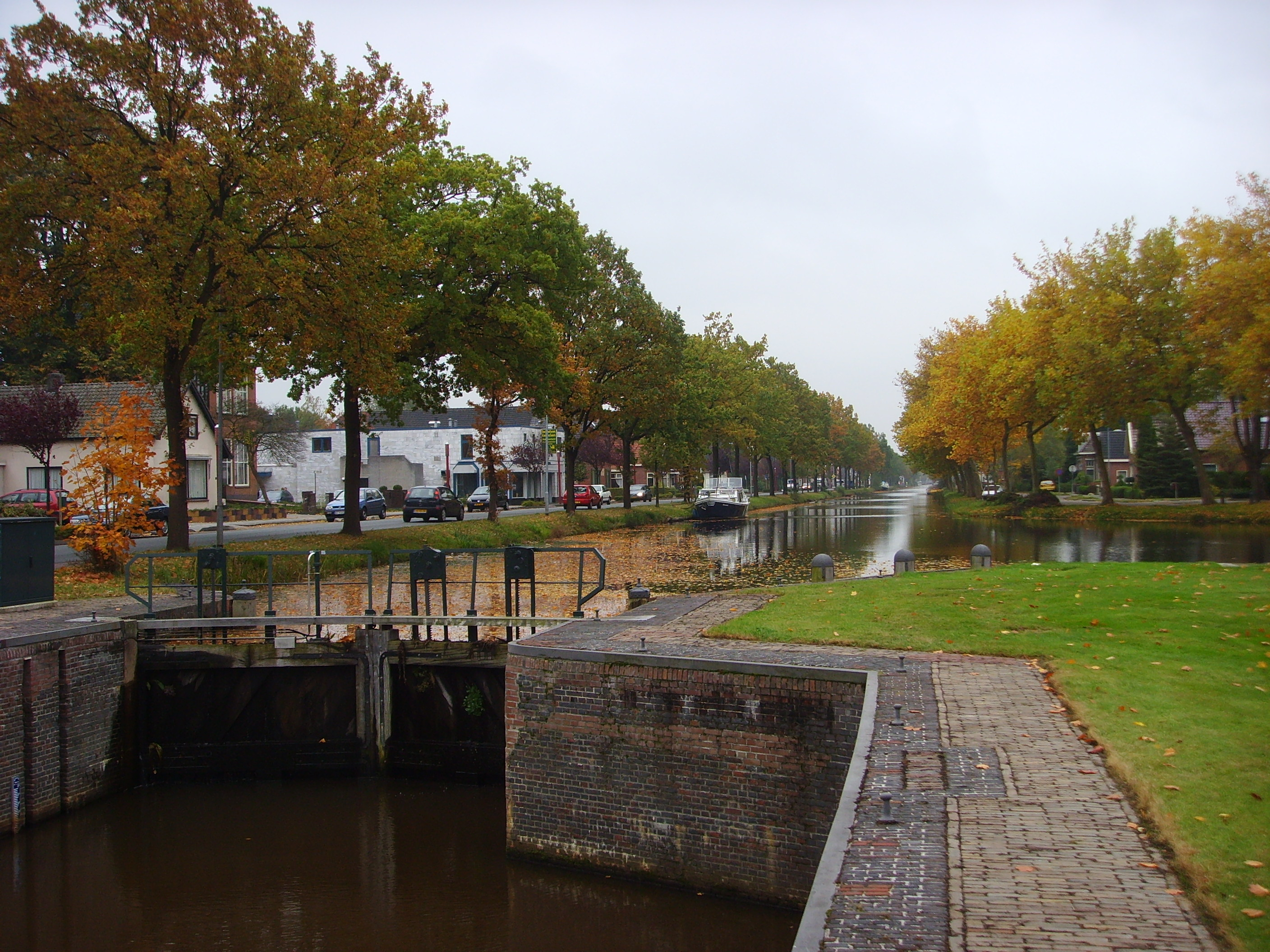
스타츠카날

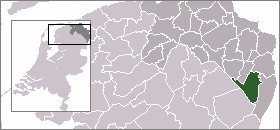
스타츠카날의 위치

스타츠카날(네덜란드어: Stadskanaal)은 네덜란드 북동부 흐로닝언주의 도시로 면적은 119.94km2, 높이는 6m, 인구는 32,715명(2014년 5월 기준), 인구 밀도는 278명/km2이다.

시기
시 문장